# Poolbillard 1996
Die Poolbillard-Saison 1996 war eine Serie von Poolbillard-Turnieren, die von der World Pool-Billiard Association veranstaltet wurden.

## Saisonergebnisse
| Datum                           | Turnier                                   | Austragungsort | Disziplin      | Sieger         | Finalist        | Ergebnis |
| 15. Februar bis 18. Februar     | ET 25 – German Open 1996                  | Fürth          | 9-Ball         | Ralf Souquet   | Bengt Pedersen  |          |
| 11. April bis 14. April         | ET 26 – Italian Open 1996                 | Salsomaggiore  | 9-Ball         | Samuel Clemann | Thomas Engert   |          |
| 16. Mai bis 19. Mai             | ET 27 – Czechia Open 1996                 | Prag           | 9-Ball         | Oliver Ortmann | Mika Immonen    |          |
| 14. August bis 17. August       | ET 28 – Norrtalje Open 1996               | Norrtälje      | 9-Ball         | Oliver Ortmann | Thomas Engert   |          |
| 23. August bis 25. August       | World Pool Masters 1996                   | Blackpool      | 9-Ball         | Ralf Souquet   | Vincent Facquet |          |
| 5. September bis 7. September   | ET 29 – Netherlands Open 1996             | Maastricht     | 9-Ball         | Thomas Engert  | Ralf Souquet    |          |
| 11. September bis 15. September | US Open 9-Ball 1996                       | Chesapeake, VA | 9-Ball         | Rodney Morris  | Efren Reyes     |          |
| 19. Dezember bis 22. Dezember   | ET 30 – Germany Open 1996                 | Regensburg     | 9-Ball         | Tom Storm      | Ralf Souquet    |          |
| 19. Dezember bis 22. Dezember   | Mosconi Cup 1996                          | London         | 9-Ball         | USA            | Europa          | 15:13    |
|                                 | International Challenge of Champions 1996 | Uncasville     | 9-Ball         | Ralf Souquet   | unbekannt       |          |
|                                 | 9-Ball-Weltmeisterschaft 1996             | Borlänge       | 9-Ball         | Ralf Souquet   | Tom Storm       |          |
|                                 | Europameisterschaft 1996                  | Békéscsaba     | 14/1 endlos    | Ralf Souquet   | Oliver Ortmann  |          |
| 8-Ball                          | Europameisterschaft 1996                  | Békéscsaba     | Oliver Ortmann | Ralf Souquet   |                 |          |
| 9-Ball                          | Europameisterschaft 1996                  | Békéscsaba     | Oliver Ortmann | Thomas Engert  |                 |          |